# Run with the Pack
 (avril 2017).
Si vous disposez d'ouvrages ou d'articles de référence ou si vous connaissez des sites web de qualité traitant du thème abordé ici, merci de compléter l'article en donnant les références utiles à sa vérifiabilité et en les liant à la section « Notes et références ».

Run with the pack est le troisième album studio du groupe britannique Bad Company sorti le 28 janvier 1976. 

## Histoire
Il a été enregistré en France avec le studio mobile des Rolling Stones en septembre 1975 avec l'ingénieur Ron Nevison, puis mixé à Los Angeles par Eddie Kramer. Ce fut le seul album studio à ne pas contenir une jaquette de Hipgnosis, mais plutôt de Kosh ; ce dernier fut le directeur créatif derrière la pochette de l'album Abbey Road des Beatles en 1969. 
L'album atteint la quatrième position des charts en Grande-Bretagne et la cinquième des charts américains. 
On retrouve une reprise d'une chanson de Jerry Leiber et Mike Stoller popularisée par les Coasters, Young Blood, ainsi que les trois succès Silver, Blue & Gold, Live For the Music et la pièce-titre. Et quoique la chanson Silver, blue & gold soit une des plus appréciées des fans, elle n'a encore jamais été publiée en single. L'album renferme aussi la seule composition à avoir été signée des quatre membres du groupe jusqu'alors, Honey Child et fut aussi le troisième et dernier single à être extrait de l'album. 

## Titres
1. Live for the Music (Mick Ralphs) (3:58)
2. Simple Man (Mick Ralphs) (3:37)
3. Honey Child (Paul Rodgers/Mick Ralphs/Boz Burrell/Simon Kirke) (3:15)
4. Love Me Somebody (Paul Rodgers) (3:09)
5. Run with the Pack (Paul Rodgers) (5:21)
6. Silver, Blue & Gold (Paul Rodgers) (5:03)
7. Young Blood (Jerry Leiber/Mike Stoller/Doc Pomus) (2:37)
8. Do Right by Your Woman (Paul Rodgers) (2:51)
9. Sweet Lil' Sister (Mick Ralphs) (3:29)
10. Fade Away (Paul Rodgers) (2:54)

## Musiciens
- Paul Rodgers : Chant, guitare, piano
- Mick Ralphs : Guitare, claviers
- Boz Burrell : Basse
- Simon Kirke : Batterie